# Desmoloma pacha
Desmoloma pacha är en fjärilsart som beskrevs av William Schaus 1927. Desmoloma pacha ingår i släktet Desmoloma och familjen tofsspinnare. Inga underarter finns listade i Catalogue of Life.